# Whipped
Whipped is een onafhankelijke romantische komedie van
regisseur Peter Cohen uit 2000. De hoofdrollen worden vertolkt door
Amanda Peet en Brian Van Holt.

## Verhaal
De effectenhandelaar Brad, de hippe Zeke, de sociaal onvaardige Jonathan en de
getrouwde Eric komen elke zondag samen in een taverne. Gewoonlijk gaat het gesprek
er over het versieren van vrouwen maar op een dag vertellen ze allemaal aan Eric dat
ze verliefd zijn geworden. Al snel komt boven tafel dat ze ook alle drie verliefd zijn
geworden op dezelfde vrouw, Mia.
Hierdoor komt hun vriendschap op de helling te staan.

## Rolbezetting
| Acteur            | Personage |
| ----------------- | --------- |
| Amanda Peet       | Mia       |
| Brian Van Holt    | Brad      |
| Judah Domke       | Eric      |
| Zorie Barber      | Zeke      |
| Jonathan Abrahams | Jonathan  |
| Callie Thorne     | Liz       |
| Beth Ostrosky     | Beth      |
| Bridget Moynahan  | Marie     |